# Айское водохранилище
Айское водохранилище (также Верхне-Айское водохранилище, Балашихинское водохранилище) — водохранилище на реке Ай в Златоустовском городском округе Челябинской области.

## Общие характеристики
Водохранилище расположено в южной части Златоуста, возле посёлка Балашиха, входящего в состав города, в горной местности. Русловое водохранилище сезонного регулирования, введено в эксплуатацию в 1960 году, реконструировано в 1975 г. Служит источником водоснабжения Юго-Восточного района Златоуста и части Центрального района, а также промышленной площадки АО «Златмаш». Производственная мощность водозабора составляет 46,7 тыс. м³/сут, фактический расход воды 40,3 тыс. м³/сут.

## Морфология
Площадь водохранилища 1,52 км², оно вытянуто на 2,5 км с юго-запада на северо-восток, максимальная ширина составляет 0,8 км. Глубина около 10 м, а близ плотины достигает 15 м. Нормальный подпорный уровень (НПУ) 436,2 м над уровнем моря, уровень мертвого объёма (УМО) 433,2 м. Полный объём 5,58 млн. м³, полезный объём 3,57 млн. м³. Полезная водоотдача 15,5 млн. м³ в год.

## Данные водного реестра
По данным государственного водного реестра России Айское водохранилище относится к Камскому бассейновому округу, бассейну реки Кама, речной подбассейн — река Белая, водохозяйственный участок — река Ай. Код объекта в государственном водном реестре — 10010201021499000000040. Имеет также второй код — 10010201021499000000080.